# Деньги лепрозориев
Деньги лепрозория  — особые выпуски платёжных средств (токены, боны или ваучеры), которые использовались исключительно на территории лепрозория (больница для людей с проказой) из-за страха, что деньги могли переносить проказу и заражать других людей. Согласно современным знаниям, проказа не передаётся при повседневных контактах или соприкосновении с объектами; фактическая передача происходит только через долгосрочный, постоянный, тесный контакт с прокажёнными, а не через контакт с предметами быта, которыми пользуются больные.
Специальные деньги для лепрозориев использовались в период с 1901 по 1955.
Первоначальной причиной выпуска денег для лепрозориев была профилактика лепры у здоровых людей. В 1938 году доктор Гордон Александр Райри в Малайзии доказал, что бумажные деньги не были заражены лепрозной бактерией, после этого всего банкноты лепрозориев в этой стране были уничтожены (сожжены).

## Первые специальные деньги
Старейший выпуск специальных денег для лепрозория был осуществлён в 1901 году для трёх лепрозориев в Колумбии: Агуа-де-Диос, Кано-де-Лоро, и Контратасьон. Были выпущены монеты 5 номиналов: 2.5 сентаво, 5 сентаво, 10 сентаво, 20 сентаво, 50 сентаво. На них была выгравирована надпись «Республика Колумбия 1901». Эти монеты были выпущены после первого конгресса по изучению лепры в Берлине в 1897 году.

## Специальные монеты, выпущенные в США
Между 1919 и 1952 специальные монеты использовались в лепрозории «колония Пало-Секо» в зоне Панамского канала. Монеты номиналами в 1 цент, 5 центов, 10 центов, 25 центов, 50 центов и один доллар были изготовлены в Соединенных Штатах, с отверстием в центре монет.

## Филиппины
В 1913 году специальные алюминиевые монеты были отчеканены в Маниле для использования в колониях для прокажённых на Филиппинах. В 1947 году, после окончания японской оккупации во время Второй мировой войны, были выпущены бумажные деньги для колонии Кулион.

## Япония
В 1919 году специальные монеты были отчеканены для санатория Тама Дзэнсёэн (多磨全生園), а затем и для других лепрозориев Японии. Для японских выпусков характерно, что монеты и в некоторых случаях деньги из бумаги или пластика были выпущены самим санаторием, а не правительством. Однако пациенты предпочитали банкноты или монеты Банка Японии. Когда пациенты госпитализировались, их деньги обменивались на особые деньги, так что эта система использовалась для их сегрегации. В некоторых санаториях специальные монеты (банкноты) использовались для выплаты пособий для бедных пациентов. К 1955 году эта система была отменена в Японии; поводом послужило её использование в ряде случаев для преступных целей.

## Малайзия
В 1936 году боны номиналами в 5 центов, 10 центов и 1 доллар были выпущены в поселении Сунгей Булох в Малайзии. Они были снабжены текстами на четырёх языках. Директор лепрозория, доктор Гордон Александр Райри, отправил эти специальные банкноты на экспертизу, которая установила, что банкноты не переносили проказу. Все специальные купюры были сожжены на костре в 1938 году.

## Другие страны
Лепрозорные деньги существовали также в Бразилии, Китае, Коста-Рике, Корее, Нигерии, Таиланде и Венесуэле.